# Patinação de velocidade em pista curta nos Jogos Olímpicos de Inverno de 2006
As competições de patinação de velocidade em pista curta nos Jogos Olímpicos de Inverno de 2006 foram disputadas entre 16 e 17 de fevereiro em Turim, na Itália. A patinação de velocidade em pista curta é dividido em oito eventos. As competições foram realizados em Torino Palavela.

## Calendário
| Fevereiro                              | 10 | 11 | 12 | 13 | 14 | 15 | 16 | 17 | 18 | 19 | 20 | 21 | 22 | 23 | 24 | 25 | 26 |
| -------------------------------------- | -- | -- | -- | -- | -- | -- | -- | -- | -- | -- | -- | -- | -- | -- | -- | -- | -- |
| Patinação de velocidade em pista curta |    |    | 1  |    |    | 1  |    |    | 2  |    |    |    | 1  |    |    | 3  |    |

|  | Dia de competição |  | Dia de final |  | Exibição de gala |

## Eventos
- 500 m feminino
- 1000 m feminino
- 1500 m feminino
- Revezamento 3000 m feminino
- 500 m masculino
- 1000 m masculino
- 1500 m masculino
- Revezamento 5000 m masculino

## Medalhistas
Masculino
| Evento                      | Ouro                                                                          | Prata                                                                                               | Bronze                                                                     |
| --------------------------- | ----------------------------------------------------------------------------- | --------------------------------------------------------------------------------------------------- | -------------------------------------------------------------------------- |
| 500 metros detalhes         | Apolo Anton Ohno USA Estados Unidos                                           | François-Louis Tremblay CAN Canadá                                                                  | Ahn Hyun-soo KOR Coreia do Sul                                             |
| 1000 metros detalhes        | Ahn Hyun-soo KOR Coreia do Sul                                                | Lee Ho-suk KOR Coreia do Sul                                                                        | Apolo Anton Ohno USA Estados Unidos                                        |
| 1500 metros detalhes        | Ahn Hyun-soo KOR Coreia do Sul                                                | Lee Ho-suk KOR Coreia do Sul                                                                        | Li Jiajun CHN China                                                        |
| Revezamento 5000 m detalhes | Lee Ho-suk Ahn Hyun-soo Seo Ho-jin Song Suk-woo Oh Se-Jong* KOR Coreia do Sul | François-Louis Tremblay Eric Bédard Charles Hamelin Mathieu Turcotte Jonathan Guilmette* CAN Canadá | Apolo Anton Ohno Rusty Smith Alex Izykowski J. P. Kepka USA Estados Unidos |

Feminino
| Evento                      | Ouro                                                                              | Prata                                                                                      | Bronze                                                        |
| --------------------------- | --------------------------------------------------------------------------------- | ------------------------------------------------------------------------------------------ | ------------------------------------------------------------- |
| 500 metros detalhes         | Wang Meng CHN China                                                               | Evgenia Radanova BUL Bulgária                                                              | Anouk Leblanc-Boucher CAN Canadá                              |
| 1000 metros detalhes        | Jin Sun-yu KOR Coreia do Sul                                                      | Wang Meng CHN China                                                                        | Yang Yang (A) CHN China                                       |
| 1500 metros detalhes        | Jin Sun-yu KOR Coreia do Sul                                                      | Choi Eun-kyung KOR Coreia do Sul                                                           | Wang Meng CHN China                                           |
| Revezamento 3000 m detalhes | Choi Eun-kyung Jeon Da-hye Jin Sun-yu Byun Chun-sa Kang Yun-mi* KOR Coreia do Sul | Alanna Kraus Anouk Leblanc-Boucher Tania Vicent Kalyna Roberge Amanda Overland* CAN Canadá | Arianna Fontana Marta Capurso Katia Zini Mara Zini ITA Itália |

* Participaram apenas das eliminatórias, mas receberam medalhas.

## Quadro de medalhas
| Ordem | País               | Medalha de ouro | Medalha de prata | Medalha de bronze |    | Ordem por total |
| ----- | ------------------ | --------------- | ---------------- | ----------------- | -- | --------------- |
| 1     | KOR Coreia do Sul  | 6               | 3                | 1                 | 10 | 1               |
| 2     | CHN China          | 1               | 1                | 3                 | 5  | 2               |
| 3     | USA Estados Unidos | 1               |                  | 2                 | 3  | 4               |
| 4     | CAN Canadá         |                 | 3                | 1                 | 4  | 3               |
| 5     | BUL Bulgária       |                 | 1                |                   | 1  | 5               |
| 6     | ITA Itália         |                 |                  | 1                 | 1  | 5               |
| TOTAL | TOTAL              | 8               | 8                | 8                 | 16 | —               |